# Acrochordonichthys gyrinus
Acrochordonichthys gyrinus е вид лъчеперка от семейство Akysidae.

## Разпространение
Видът е разпространен в Тайланд.